# Американські дітки
Американські дітки (англ. Kids in America) — комедійний фільм 2005 року.

## Сюжет
Що робити, якщо тобі 16 років і ти повний енергії, а на чолі школи стоїть справжній тиран в спідниці? Звичайно, боротися за свої права! Заради цього і об'єдналися учні школи Брукера, дати гарненький стусан під зад директорові Веллер, чий адміністративний запал на кореню душив будь-які прояви вільнодумства…

## У ролях
- Джош Столберг (Josh Stolberg)
- Грегорі Сміт (Gregory Smith)
- Стефані Шеррін (Stephanie Sherrin)
- Кріс Морріс (Chris Morris)
- Кейтлін Вочс (Caitlin Wachs)
- Емі Колігадо (Emy Coligado)
- Крістал Селест Грант (Crystal Celeste Grant)
- Алекс Анфангер (Alex Anfanger)
- Джулі Боуен (Julie Bowen)
- Мелік Йоба (Malik Yoba)
- Ендрю Шайфер (Andrew Shaifer)
- Ніколь Річі (Nicole Richie)
- Женев'єв Падалекі (Genevieve Padalecki)
- Джордж Вендт (George Wendt)
- Адам Аркін (Adam Arkin)
- Джефф Чейз (Jeff Chase)
- Лейла Лі (Leila Leigh)
- Демєн Лювара (Damien Luvara)
- Стів Розенбаум (Steve Rosenbaum)
- Розанна Аркетт (Rosanna Arquette)
- Марселла Ленц-Поуп (Marcella Lentz-Pope)
- Елізабет Перкінс (Elizabeth Perkins)
- Джастін Холлівел (Justin Halliwell)
- Меттью Брент (Matthew Brent)
- Реймонд Браун (Raymond Braun)
- Ракефет Абергел (Rakefet Abergel)
- Тім Гріффін (Tim Griffin)
- Антуанетт Пераджіне (Antoinette Peragine)
- В. Ерл Браун (W. Earl Brown)
- Розалі Ворд (Rosalie Ward)
- Чарльз Шонессі (Charles Shaughnessy)
- Кім Коулз (Kim Coles)
- Саманта Метіс (Samantha Mathis)
- Оуен Вільямс (Owen Williams)
- Дерек Вебстер (Derek Webster)
- Імонн Рош (Eamonn Roche)
- Мері Стронг (Mary Strong)
- Деррік Джонс (Derrick Jones)
- Сюзанн Крулл (Suzanne Krull)
- Мішель Філліпс (Michelle Phillips)
- Рейн Фенікс (Rain Phoenix)
- Стів Кім (Steve Kim)
- Майкл Таббс (Michael Tubbs)
- Джонні Естес (Johnny Estes)
- Емі Хілл (Amy Hill)
- Хеміна Кападіа (Hemina Kapadia)
- Мартін Піеррон (Martin Pierron)
- Метт Раян (Matt Ryan)
- Тодд С. Сміт (Todd C. Smith)
- Джош Столберг (Josh Stolberg)